# La Calzada de Béjar
La Calzada de Béjar es un municipio y localidad española de la provincia de Salamanca, en la comunidad autónoma de Castilla y León. Se integra dentro de la comarca de la Sierra de Béjar. Pertenece al partido judicial de Béjar.
Su término municipal está formado por un solo núcleo de población, ocupa una superficie total de 9,46 km² y según los datos demográficos recogidos en el padrón municipal elaborado por el INE en el año 2017, cuenta con una población de 87 habitantes.

## Historia
A su muerte, Alfonso VII de León estableció la frontera situada al sur del concejo de Salvatierra en la calzada de Quinea o de la Plata. La Calzada de Béjar, entonces simplemente Calzada, al estar ubicado al oeste de la Vía de la Plata formaba parte del Reino de León y de la diócesis de Coria, hecho que se prolongó como mínimo hasta el siglo XIX, ya que aparece aún como localidad del obispado cauriense en el Diccionario de Madoz en el siglo XIX. Entonces la calle ubicada al este de la Vía de la Plata se denominaba Casas de la Calzada y, teóricamente dependía en lo eclesiástico de Plasencia aunque al carecer de iglesia propia su parroquia a todos los efectos era la de La Calzada, y por tanto la diócesis de Coria.
De este modo, desde principios del siglo XIII y durante toda la Edad Media, este territorio fue parte del concejo de Montemayor del Río quedando en situación de frontera, y fuera de la Comunidad de Villa y Tierra de Béjar. Posteriormente con la estructuración de la provincia de Salamanca en partidos judiciales, La Calzada quedó dentro del partido de Béjar, poniéndosele el apellido 'de Béjar' a la localidad para distinguirla de otras localidades como la Calzada de Don Diego.
Finalmente,en la división de 1833 en que se crean las actuales provincias, La Calzada quedó integrado en la provincia de Salamanca, dentro de la Región Leonesa.

## Geografía humana

### Demografía
Cuenta con una población de 85 habitantes (INE 2024).
| Gráfica de evolución demográfica de La Calzada de Béjar entre 1842 y 2021                                                                                             |
| |
| Población de derecho según los censos de población del INE Población de hecho según los censos de población del INEEn estos censos se denominaba Calzada: 1842 y 1857 |

### Transporte
El municipio está muy bien comunicado por carretera contando con varias carreteras locales que lo comunican con otros municipios de su entorno y siendo atravesado por carretera SA-220 que une Ciudad Rodrigo con Béjar, en el enlace de la autovía Ruta de la Plata que une Gijón con Sevilla, permitiendo así unas comunicaciones más rápidas del municipio con el exterior.
En cuanto al transporte público se refiere, tras el cierre de la ruta ferroviaria de la Vía de la Plata, que pasaba por el municipio de Béjar y contaba con estación en el mismo, no existen servicios de tren en el municipio ni en los vecinos, ni tampoco línea regular con servicio de autobús, siendo la estación más cercana la de Béjar. Por otro lado el aeropuerto de Salamanca es el más cercano, estando a unos 80km de distancia.

## Monumentos y lugares de interés

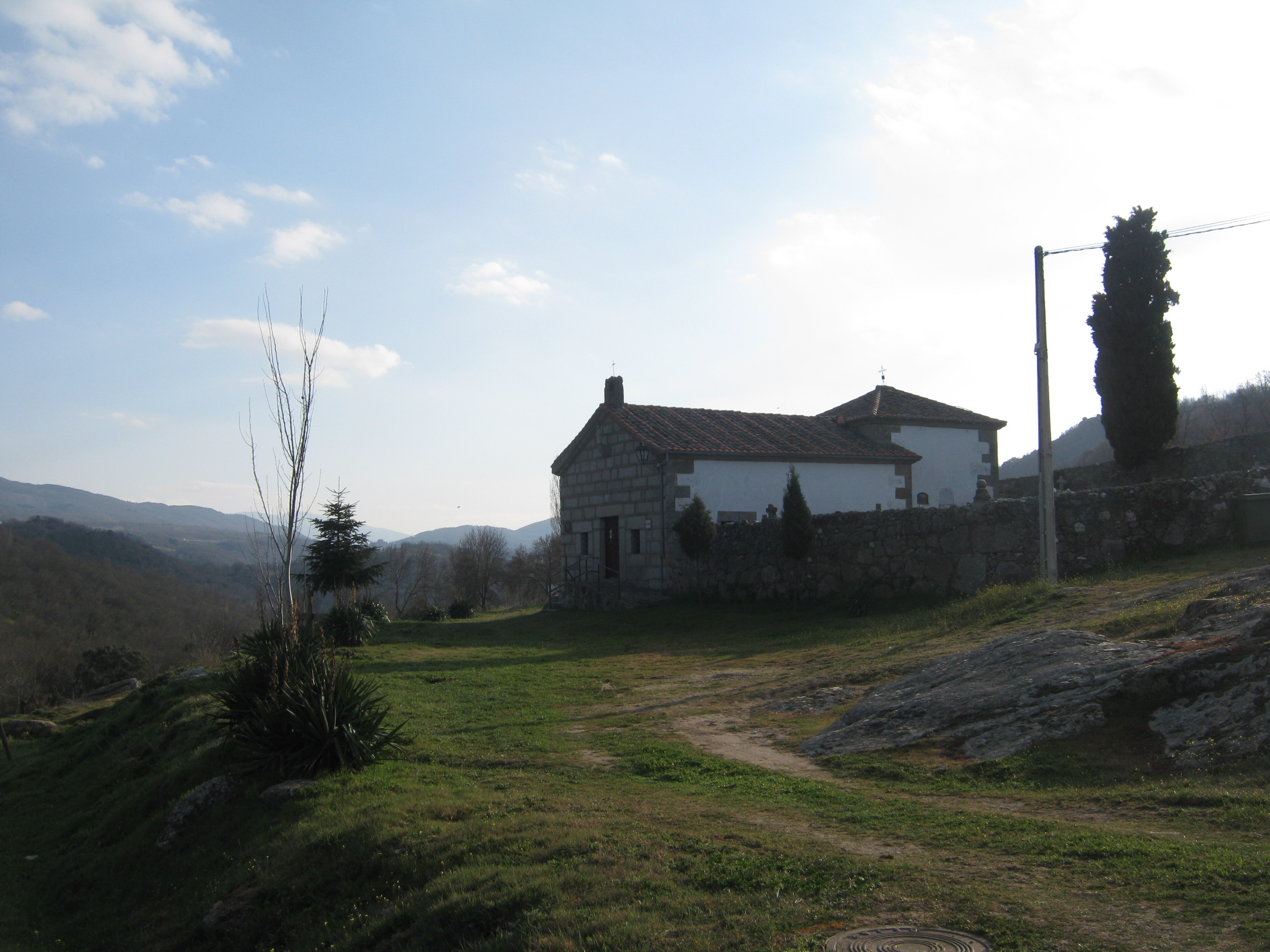
Ermita del Cristo de la Misericordia.

- Iglesia de Nuestra Señora de la Asunción.
- Ermita del Santísimo Cristo de la Misericordia.
- Fortín romano de La Calzada de Béjar.

## Cultura

### Fiestas
Las fiestas patronales de La Calzada de Béjar son el 31 de agosto, donde se celebra la fiesta de San Ramón Nonato.
La otra fiesta con la que cuenta La Calzada de Béjar se celebra el 14 de septiembre, es la fiesta del Cristo, en la que por la tarde se hace un ofertorio y, caída la noche, los vecinos pasean al Cristo en procesión ofreciendo cánticos a las casas que así lo deseen.

## Administración y política
| Partido político                         | 2019  | 2019  | 2019       | 2015  | 2015  | 2015       | 2011  | 2011  | 2011       | 2007  | 2007  | 2007       | 2003  | 2003  | 2003       |
| Partido político                         | %     | Votos | Concejales | %     | Votos | Concejales | %     | Votos | Concejales | %     | Votos | Concejales | %     | Votos | Concejales |
| Partido Socialista Obrero Español (PSOE) | 65,63 | 42    | 2          | 51,67 | 31    | 2          | 68,49 | 50    | 2          | 62,22 | 56    | 4          | 61,54 | 48    | 1          |
| Partido Popular (PP)                     | 25,00 | 16    | 1          | 41,67 | 25    | 1          | 16,44 | 12    | 1          | 32,22 | 29    | 1          | 35,90 | 28    | 0          |
| Coalición SI por Salamanca (SI)          | —     | —     | —          | —     | —     | —          | 4,11  | 3     | 0          | —     | —     | —          | —     | —     | —          |